# Inman (Kansas)
Inman es una ciudad ubicada en el condado de McPherson en el estado estadounidense de Kansas. En el año 2010 tenía una población de 1377 habitantes y una densidad poblacional de 983,57 personas por km².

## Geografía
Inman se encuentra ubicada en las coordenadas 38°13′49″N 97°46′22″O / 38.23028, -97.77278 (38.230355, -97.772773).

## Demografía
Según la Oficina del Censo en 2000 los ingresos medios por hogar en la localidad eran de $31,648 y los ingresos medios por familia eran $40,804. Los hombres tenían unos ingresos medios de $31,875 frente a los $19,615 para las mujeres. La renta per cápita para la localidad era de $17,290. Alrededor del 5.7% de la población estaban por debajo del umbral de pobreza.